# Baalberge (stacja kolejowa)
Baalberge (niem. Bahnhof Baalberge) – stacja kolejowa w Bernburg (Saale), w dzielnicy Baalberge, w kraju związkowym Saksonia-Anhalt, w Niemczech. Stacja została otwarta w 1889. Według DB Station&Service ma kategorię 6. Jest stacją węzłową między dwiema liniami Köthen – Aschersleben i Könnern – Baalberge.

## Linie kolejowe
- Linia Köthen – Aschersleben
- Linia Könnern – Baalberge

## Połączenia
| Linia  | Trasa                                                                    | Takt                                                  |
| ------ | ------------------------------------------------------------------------ | ----------------------------------------------------- |
| HEX 47 | Halle (Saale) – Halle-Trotha – Wallwitz – Könnern – Baalberge – Bernburg | pięć par pociągów dziennie                            |
| RB 50  | Dessau – Köthen – Baalberge – Bernburg – Güsten – Aschersleben           | 60 min (Dessau–Güsten); 120 min (Güsten–Aschersleben) |